# Lophocampa indistincta
Lophocampa indistincta är en fjärilsart som beskrevs av Barnes och Mcdunnough 1910. Lophocampa indistincta ingår i släktet Lophocampa och familjen björnspinnare. Inga underarter finns listade i Catalogue of Life.